# Industriebahn Žakarovce
Die Industriebahn Žakarovce (ung. Zsakaroczvölgyi Iparvasut) war eine meterspurige, als Zahnradbahn ausgeführte Erzbahn im damaligen Oberungarn. Sie verband die Eisenerzbergwerke bei Žakarovce mit der im Tal des Hnilec verlaufenden Göllnitztalbahn und dem Eisenhüttenwerk Huta Mária (auch Mariánská Huta, heute Ortsteil von Gelnica; deutsch Marienhütte). Sie war die erste derartige Bahn auf dem Gebiet der heutigen Slowakei.

## Geschichte
Schon seit dem 13. Jahrhundert bestand um Krompachy (Krompach) und Gelnica (Göllnitz) ein reger Eisen- und Kupfererzbergbau. Während Krompachy bereits 1872 mit der Hauptstrecke der Kaschau-Oderberger Bahn eine direkte Eisenbahnverbindung ins Mährisch-Schlesische Industriegebiet erhielt, wurde Gelnica erst 1884 durch die Göllnitztalbahn von Margecany verkehrlich erschlossen. Zum Anschluss der bei Žakarovce gelegenen Gruben wurde gleichzeitig eine meterspurige, fast vier Kilometer lange Erzbahn errichtet. Um den enormen Höhenunterschied von den Bergwerken hinab ins Hnilec-Tal zu überwinden, war die Strecke auf zwei Kilometern Länge als Zahnradbahn System Riggenbach ausgeführt. 
Talwärts wurde Erz in Selbstentladewagen zum Eisenhüttenwerk Marienhütte – wo es direkt über Rutschen in den Hochofen gelangte – oder zum Bahnhof Žakarovce zur Weiterversendung befördert. Bergwärts wurden Holz, Kohle und Koks nach den Bergwerken geliefert. Mit einer Zugfahrt konnten 32 Tonnen Erz transportiert werden. Talwärts waren 8 km/h, bergwärts 12 km/h als Höchstgeschwindigkeit zugelassen.
Schon nach wenigen Betriebsjahren wurde der umständliche Zahnradbahnbetrieb zugunsten einer Seilbahn zur Station Kluknava an der Kaschau-Oderberger Bahn aufgegeben. 1899 wurde die Erzbahn stillgelegt und wenig später abgebaut.
Technische Daten
- Spurweite: 1000 mm
- Zahnstangensystem: Riggenbach
- Streckenlänge: 3,9 km
- Länge des Zahnstangenabschnittes: 2,0 km
- größte Steigung: 110 ‰
- Höhenunterschied: 233 m

## Lokomotiven und Wagen

Zahnradlokomotive

Siehe auch: Zsakaroczvölgyi Iparvasut Nr. 1 und 2
Die Erzbahn besaß zwei Zahnraddampflokomotiven für kombinierten Adhäsions- und Zahnradbetrieb, die von der Maschinenfabrik Esslingen geliefert worden waren. Nach der Stilllegung gab es für die Lokomotiven keine Verwendung mehr. Eine gelangte 1902 nach Štrba zur Csorbasee-Zahnradbahn in der Hohen Tatra, wo sie aber vermutlich nicht mehr zum Einsatz kam. 1910 wurden sie an die Wiener Niederlassung von Orenstein & Koppel verkauft, ihr weiterer Verbleib ist unbekannt.
Ähnliche Lokomotiven nach gleichen Konstruktionsplänen wurden später von der Lokomotivfabrik Floridsdorf auch für die Csorbasee-Zahnradbahn und die Achenseebahn in Österreich gefertigt. Bei der Achenseebahn sind sie bis heute in Betrieb.
Den Wagenpark bestand aus 39 Selbstentladewagen für den Erztransport und sechs Plattenwagen für Grubenholz. Alle hatten eine Handbremse, neun auch ein Bremszahnrad.